# Мирен, Даниил
Даниил Джон Мирен (1782—1831) — профессор права и первый ректор Императорского Александровского университета (1828—1829).

## Биография
Учился в средней школе в Стренгнесе с 1796 года, окончил среднюю школу в Уппсале (1802). Окончил курс юридических наук в  Уппсальском университете со степенью магистра искусств и бакалавра наук в обоих прав (1806). Получил степень лиценциата обоих прав (1808) и докторскую степень обоих прав (1810). Занимал должность секретаря Апелляционного суда Свеаланда (1808).
Мирен работал Уппсальском университете с 1807 года, преподавал отечественное и римское право с 1809 в должности профессора. Получил место профессора права в Императорской академии Або, преобразованной позже в Императорского Александровского университета. Ректор Императорской академии Або (1817-1818). Обеспечивал перевод академии Або в Гельсингфорс после опустошительного пожара в Або, где академия продолжила свою деятельность в качестве Императорского Александровского университета. Первый ректор Императорского Александровского университета (1828-1829).
Умер в конце декабря 1831 года от холеры в приходе Хельсинки Тали, в период рождественских праздников.